# Hymn to St Cecilia
Hymn to St Cecilia, op. 27 és una obra coral de Benjamin Britten, que posà música a un poema de WH Auden escrit entre 1940 i 1942. El títol original d'Auden era Three Songs for St. Cecilia's Day, i després va publicar el poema com Anthem for St. Cecilia’s Day (for Benjamin Britten).
Durant molt de temps Britten va voler escriure una obra dedicada a Santa Cecília per diverses raons. Primer perquè ell va néixer el dia de Santa Cecília; en segon lloc, Santa Cecília és la patrona de la música; i finalment, hi ha una llarga tradició a Anglaterra d'escriure odes i cançons a Santa Cecília. El més famós d'aquests és de John Dryden (A song for St. Cecilia's Day 1687) i obres musicals de Henry Purcell, Hubert Parry i George Frideric Handel. Una altra obra més brillant de Herbert Howells té un títol similar A Hymn for St Cecilia, però va ser escrita més tard el 1960. La primera referència al desig de Britten d'escriure una obra d'aquestes és a partir del 1935, quan Britten va escriure al seu diari “Estic tenint grans dificultats per trobar paraules llatines per a un himne proposat a Santa Cecília. He passat tot el matí buscant-les"
Britten i Auden es van conèixer aquell any, i posteriorment van treballar en diverses obres a gran escala, inclosa l'opereta Paul Bunyan (1941). Britten va demanar a Auden que li proporcionés un text per a la seva oda a Santa Cecília, i Auden va complir, enviant el poema en seccions al llarg del 1940, juntament amb consells sobre com Britten podria ser un millor artista. Aquest va ser un dels darrers treballs en què van col·laborar. Segons el company de Britten, Peter Pears, el 1980, "Ben estava en una pista diferent ara, i ell ja no estava disposat a ser dominat per Wystan, del qual era molt conscient el sentiment musical... Potser es podria dir que s'acomiada de treballar amb Wystan amb la seva meravellosa composició de l'Hymn (Anthem) to St. Cecilia." 
Britten va començar a compondre l'Hymn to St. Cecilia als Estats Units, sens dubte el juny de 1941, quan es va projectar una actuació dels acabats de formar Elizabethan Singers que tindria lloc a Nova York en aquell mateix any. El 1942 (en plena guerra mundial) Britten i Pears van decidir tornar a Anglaterra. Els inspectors duaners van confiscar tots els manuscrits de Britten, tement que poguessin tenir algun tipus de codi. Britten va reescriure el manuscrit a bord del MS Axel Johnson i el va acabar el 2 d'abril de 1942. Va ser escrit al mateix temps que A Ceremony of Carols, que comparteix el mateix efecte.
El text en si mateix segueix la tradició de les odes, inclosa una invocació a la musa: "Blessed Cecilia/Appear in visions to all musicians/Appear and inspire". Britten ho utilitza com a tornada en tota la peça, mentre que és l'última part de la primera secció d'Auden.
La peça consta de tres seccions, a més de tres iteracions de la tornada, amb lleus variacions, seguint cada secció. El primer tram és molt similar a la tornada, acoblat a l'escala Mi del mode frigi i amb la mateixa melodia. La segona secció és un scherzo amb una forma de fuga modificada. La tercera secció és més lírica, amb solos a cada veu que descriuen un instrument diferent, tradicional en odes a Santa Cecília.
L'himne va tenir la seva primera actuació (ràdio) el 1942.